# Journey to the West: Conquering the Demons
Journey to the West: Conquering the Demons (Originaltitel: chinesisch 西遊·降魔篇 / 西游·降魔篇, Pinyin Xīyóu xiángmó piān; Alternativtitel: New Journey to the West 新大話西游 / 新大话西游,  Xīn Dàhuà Xīyóu) ist eine 2013 veröffentlichte chinesische Fantasy-Komödie des Regisseurs Stephen Chow. Der Film basiert lose auf dem chinesischen Roman Die Reise nach Westen (西遊記 / 西游记,  Xī Yóu Jì,  Hsi Yu Chi) von Wu Cheng’en, einem der vier klassischen Romane Chinas. Es handelt sich um den derzeit erfolgreichsten Film aus chinesischer Produktion. (Stand 2013)

## Handlung
Der Film erzählt die Geschichte des Mönches Tang Sanzang vor der Handlung von Die Reise nach Westen, der auf der Suche nach Erleuchtung ist. Sanzang, ein selbst ernannter Dämonenjäger, gerät während des Kampfes mit einem Wasserdämon in Konflikt mit der Dämonenjägerin Duan. Während diese brachiale Taktikten gegen die Dämonen anwendet, versucht Sanzang mit Kinderreimen das Gute in den Dämonen hervorzubringen. Obwohl den beiden der Sieg über den Wasserdämon gelingt, macht sich Duan über die gewaltloseren Methoden von Tang lustig und verschwindet.
Auf seinem weiteren Weg besucht er ein Restaurant, welches sich als Illusion eines Schweinedämons entpuppt. Dieser lockt so ahnungslose Reisende in die Falle und versklavt sie. Erneut greift die Dämonenjägerin Duan in das Geschehen ein, zeigt sich aber immer beeindruckter von Tangs selbstlosen Verhalten. Der Dämon kann zwar für einen kurzen Augenblick überwältigt werden, verwandelt sich dann jedoch in einen riesigen Eber und bringt auf seiner Flucht das Restaurant zum Einsturz. Duan versucht sich schließlich Tang anzunähern, dieser ergreift aber die Flucht, da er fürchtet, eine Romanze könnte seine Suche nach Erleuchtung behindern.
Um den Schweinedämon endgültig zu besiegen, gibt Sanzangs Meister ihm den Auftrag den Affenkönig Sun Wukong zu suchen und unter seine Kontrolle zu bringen. Dieser ist seit 500 Jahren an unbekannter Stelle in einem Gefängnis eingekerkert.  Mit der Hilfe von Duan kann der Affenkönig schließlich gefunden und der Schweinedämon besiegt werden. Der Affenkönig nutzt jedoch die Gunst der Stunde und befreit sich aus der Kontrolle Tangs. Im folgenden Kampf tötet der Affenkönig Duan und in seiner Verzweiflung beschwört Tang Buddha. Dieser besiegt den Affenkönig und er kann wieder in sein Gefängnis gesperrt werden.
Tang kehrt zu seinem Meister zurück und erzählt ihm, dass die Verzweiflung und Trauer über den Verlust von Duan ihm den Weg zur Erleuchtung geebnet hat. Sein Meister beauftragt in nun damit nach Westen zu reisen und den Leiyin-Tempel zu finden. In der letzten Szene des Films durchquert Tang eine Wüste und sieht im Sand ein Abbild Duans.

## Veröffentlichung
Der Film startete am 7. Februar 2013 in China, Hongkong, Malaysia und Singapur in den Kinos. Die Erstvorführung in den USA fand am 21. September 2013 auf dem Austin Fantastic Fest statt.

## Rezeption

### Kritik
Der Film wurde in den Kritiken gemischt angenommen. Bei Metacritic erhielt der Film einen Metascore von 68/100 basierend auf 13 Rezensionen, bei Rotten Tomatoes waren 94 Prozent der 31 Rezensionen positiv, wohingegen nur 68 % der Zuschauer den Film weiterempfehlen würden.

### Einspielergebnis
Mit einem Einspielergebnis von rund 78 Millionen Yuan (10,4 Millionen Euro) am ersten Vorführungstag in den chinesischen Kinos löste Journey to the West: Conquering the Demons den Film Painted Skin: The Resurrection (70 Millionen Yuan) als ertragreichster chinesischer Film am ersten Kinotag ab. Am 14. Februar 2013 konnten mit Einnahmen von rund 131 Millionen Yuan (17,5 Millionen Euro) an den Kinokassen zudem der bisherige internationale Rekordhalter Transformers 3 (13,5 Millionen Euro). Bisher konnte der Film über 200 Millionen US-Dollar weltweit einspielen.